# WildStar
 (juillet 2013).
WildStar est un MMORPG publié par NCsoft et développé par Carbine Studios.  Il met en scène un univers futuriste dans lequel les joueurs incarnent un personnage appartenant à l’une des deux factions disponibles, les Exilés ou le Dominion dans l’exploration de Nexus, la mystérieuse planète des Eldans.
En septembre 2018, NCSoft annonce la fermeture de Carbine Studios et l'arrêt de l'exploitation de Wildstar et les serveurs ferment le 28 novembre de la même année.

## Développement
Le développement de WildStar a commencé en 2005, après la fondation de Carbine Studios par 17 anciens employés de Blizzard Entertainment ayant travaillé sur World of Warcraft.
En 2007, NCsoft annonce dans un communiqué de presse une collaboration avec Carbine Studios pour le développement d’un nouveau MMORPG non encore annoncé.
Annonce officielle qui se fera en 2011 lors de la Gamescom à Cologne où WildStar est jouable pour la première fois avec une version présentant Northern Wilds, la zone de départ des exilés. Deux semaines après, des images du jeu ont été dévoilées à la PAX Prime 2011.
Déroulement de la beta fermée :
- La première phase de beta fermée (appelée officiellement CBT1) a commencé le 10 avril 2013.
- La seconde phase (CBT2) a commencé le 15 mai 2013.
- La troisième phase (CBT3) a débuté le 26 juin 2013.
- La quatrième phase (Winter Beta) a débuté le 12 novembre 2013

En plus de la beta, des tests de charges sont effectués régulièrement avec l'aide de la communauté afin de tester la capacité de leurs serveurs.

## Histoire
L'histoire se déroule sur une planète venant juste d'être découverte : Nexus. Cette planète était autrefois peuplée par les Eldans, une race technologiquement très avancée, mais aujourd'hui disparue dans de mystérieuses conditions. Deux factions, les Exilés et le Dominion, se battent dans un combat sans pitié pour s'emparer des richesses et trésors laissés par les Eldans.
La faction du Dominion doit son écrasante domination par l’application d’une doctrine guerrière et expansionniste, et est à l’origine de l’asservissement de nombreuses races et peuples. Aidé des Mecharis, des Cassiens et des Drakens, le Dominion contrôle aujourd’hui toute la galaxie et jure de prendre le contrôle définitif de Nexus qu'il considère comme sa propriété.
La faction des exilés est un regroupement de races ayant été obligées de fuir leur planète respective pour échapper au Dominion venu pour les annexer. Ils doivent leur nom aux accords de l’exil, signés peu après la découverte de Nexus par Dorian Walker où ils s'y sont installés dans l’espoir de commencer une nouvelle vie, mais le Dominion ne l’entend pas de cette oreille. Nexus étant leur dernière chance, les exilés se sont juré de se défendre corps et âme contre l'envahisseur.

## Système de jeu
Les joueurs créent un personnage qu'ils contrôlent dans un monde ouvert et persistant. Chaque personnage évolue du niveau 1 à 50. Le gameplay consiste principalement à des quêtes, donjons, et du combat en joueur contre joueur.

### Mouvement
WildStar permet aux joueurs beaucoup de liberté dans leurs mouvements, par exemple les personnages sont capables d’esquiver les attaques, de sprinter ou encore de faire des doubles sauts.
Cela permet de proposer des combats extrêmement dynamiques mettant l'habilité du joueur à rude épreuve pendant les combats, il ne faudra donc pas rester statique sinon vous avez de bonnes chances de mourir.
De plus, la gravité sera différente suivant la zone dans laquelle vous vous trouvez dans le jeu, ce qui permettra au joueur de sauter plus haut.

### Vocations
Lorsque vous créerez un personnage dans WildStar, en plus des éléments classiques à définir comme le nom, la classe et l'apparence, vous aurez en plus à choisir une vocation.
Une vocation est considérée comme reflétant votre façon de jouer et influencera tout au long de l'aventure de votre personnage en vous proposant d'accomplir des objectifs très variés. L'accomplissement de ces objectifs vous fera progresser dans votre vocation vous offrant ainsi des butins rares, des hauts-faits, de nouveaux sorts et bien d’autres propres à chaque vocation !
C'est donc un choix extrêmement important lors de la création d’un personnage, car il n’est pas prévu de pouvoir changer de vocation. Pour découvrir quelle vocation convient le mieux à votre façon de jouer, vous pouvez effectuer « le test de bartle ».
Il y a quatre vocations dans WildStar et chacune représente un style de jeu particulier :
- Le soldat, qui a pour objectif d’éliminer des cibles précises, de protéger les civils, de capturer des zones ennemis, de démolir des bâtiments importants et d'autres;
- L'explorateur, qui a pour objectif de cartographier les zones de Nexus, de découvrir des zones secrètes, de capturer des zones, de trouver des artefacts cachés et d'autres ;
- Le colon, qui a pour objectif de construire des bâtiments (Taverne, moyen de transport etc), d'améliorer les villes, de mettre en place des défenses adéquates et d'autres ;
- Le savant, qui a pour objectif d’étudier l'environnement de Nexus, que ce soit les monstres, la flore, les insectes etc pour récolter le maximum d'informations.

### Combat
WildStar utilise un système de télégraphes pour les combats, qui sont des zones colorées (Rouge pour hostile, bleu pour ami) affichés au sol pour représenter les attaques ou sortilèges lancées par les ennemis ou par vos alliés.
Les joueurs peuvent ainsi les éviter en faisant une roulade, en sautant au-dessus ou pour certains d'entre eux, tout simplement en sortant de la zone.
Les attaques du joueur utilisent également le système de télégraphes pour la quasi-totalité d'entre elles. Cela signifie que le joueur doit viser correctement s'il veut toucher les ennemis ou ses compagnons.
Ces télégraphes prendront au fur et à mesure de la progression du personnage, des formes de plus en plus complexes nécessitant une parfaite maîtrise de l’esquive et du double saut sous peine de prendre de sérieux dommages.
Les joueurs peuvent également utiliser le ciblage automatique, mais ce dernier ne prend en compte que la position de l'ennemi au moment du ciblage et ne permettra donc pas de le toucher si ce dernier a bougé entre-temps.
Il est possible de réduire le temps des entraves (Étourdissement, Enracinement, Peur etc) en appuyant sur une touche (à définir) plusieurs fois, ce qui aura pour effet de remplir une jauge, une fois celle-ci remplie, l'entrave sera levée.

## Races
Il y a 8 races annoncées dans WildStar.

### Exilés
- Exilés Humains[4] : Autrefois l'une des races les plus puissantes de la galaxie, les Humains ont été abordés par les Mecharis et ont dans un premier temps œuvré au côté du Dominion, jusqu'à ce que des lois très impopulaires furent promulguées provoquant l'ire du peuple, qui ne tarda pas à protester vivement. Ces protestations furent réprimées brutalement forçant les humains à se diviser en deux groupes : D'un côté, les humains approuvant les mecharis et par extension les méthodes du Dominion, les Cassiens et de l'autre côté, les humains s'étant enfuis avec Serrick Brightland à bord du Star of Dominus pour échapper à la répression d'où le nom d’exilés humains.

- Granoks[4] : Originaires de la planète Gnox, les Granoks étaient un peuple primitif, mais disposaient d'un très grand potentiel qui a été remarqué par les Mecharis. Les Granoks se sont alors vus proposés de rejoindre le Dominion en échange de technologies et de savoirs, ce qu'ils refusèrent déclenchant une guerre meurtrière contre le Dominion, guerre que les Granoks n'étaient pas en mesure de gagner, sans l'aide d'un jeune chef de guerre du nom de Durek, qui arriva à inverser le cours de la guerre obligeant le Dominion à fuir. Fier de leur victoire, Durek et ses hommes retournent dans leurs tribus pour festoyer, mais ceux-ci se firent bannir de Gnox pour ne pas avoir respecté les antiques coutumes granoks. Durek et ses hommes vendent aujourd'hui leur service en tant que mercenaire pour former et diriger les milices de volontaires.

- Aurins[4] : Les Aurins sont originaires d'Arboria. Ce sont des petits êtres déterminés et intrépides qui vivaient en symbiose avec les forêts luxuriantes de leur planète. Ce sont avant tout de grands protecteurs de la nature et ils expriment une grande tolérance envers toutes les créatures végétales et animales qu'ils côtoient. Les forêts luxuriantes d'Arboria se sont vues rasées par de gigantesques machines du Dominion en guise de représailles pour l'aide qu'ils ont fournie aux rebelles humains s'étant réfugiés chez eux, ne pouvant lutter contre ces colosses, les Aurins ont été forcés de fuir leur planète avec l'aide des humains et des Granoks en direction d'une nouvelle terre, Nexus.
- Mordesh[4] : Victimes d'une maladie dégénérative après avoir tenté de percer les secrets interdits de l'alchimie, les Mordesh sont venus sur Nexus à la recherche d'un remède. Originaire de la planète Grismara, ils formaient une civilisation florissante dont le raffinement en matière d'alchimie faisait l'envie de toute la galaxie.

### Dominion
- Cassiens[4] : Originaire de la planète Cassus, ce sont des humains ayant été repérés par les Mecharis pour leurs avancées technologiques remarquables, puis choisis par les Eldans pour former le plus grand empire de la Galaxie (le Dominion) s'ils acceptaient Dominus le sang-mêlé comme chef, ce qu'ils firent. Aujourd'hui, le dominion et ses chefs cassiens contrôlent la Galaxie à part une seule et unique planète, Nexus, qu'ils ont jurés de récupérer par tous les moyens.

- Drakens [4] : En quête de nouvelles recrues pour augmenter les rangs du Dominion, les mecharis ont d'abord épié la galaxie à la recherche de la plus féroce et vaillante des races, après avoir examiné des milliers d'entre elles, les mecharis ont considéré que le peuple draken était le parfait candidat, mais très attaché à leur coutume, le seul et unique moyen pour que les drakens rejoignent le Dominion était de vaincre leur chef, le grand Zhur, dans un combat singulier. Ce n'est autre que le téméraire Azrion, empereur du Dominion, qui se chargea de combattre Zhur et après un combat acharné de plusieurs heures, il vint enfin à vaincre le grand Zhur faisant de lui le chef de Mikros et des drakens. Depuis ce jour, les Drakens continuent de servir le Dominion en quête de combats sanglants.

- Mecharis [4] : Autrefois créés par les Eldans pour explorer la galaxie à la recherche de formes de vies dignes d’intérêts susceptibles d’intéresser les eldans, les Mecharis ont joué un rôle prédominant dans l’ascension du Dominion aux côtés des Cassiens en remportant de grandes victoires sur les champs de bataille. Malgré la disparition de leur créateur, les mecharis ont continué à œuvrer aux côtés du Dominion dans la conquête de la galaxie. Aujourd'hui, avec la découverte de Nexus, la planète d'origine de leur créateur, les mecharis espèrent trouver des réponses sur leur mystérieuse disparition.
- Chua [4] : Le Chua est une race très avancée technologiquement. Très intelligent, compétitif, travailleur, avec un don inné pour la technologie, la civilisation Chua en sa forme primaire a subi une évolution industrielle très rapide grâce à l'intervention des Mecharis il y a bien longtemps. Les Mecharis ont placé beaucoup d'espoir dans les Chuas, et le temps leur a donné raison.

## Classes
Il y a 6 classes  dans WildStar.
- Le guerrier, vaillant combattant toujours prêt à foncer dans la mêlée pour vous mettre quelques coups avec sa grosse épée technologique, il est aussi très doué pour les encaisser avec ses armures lourdes ;

- L'Arcanero, expert dans le maniement de pistolets doubles, c'est un assassin à longue distance extrêmement habile infligeant de très lourds dommages. Étrangement, c'est aussi un bon soigneur ;

- Le rôdeur, fourbe et extrêmement dangereux, il peut surgir des ombres et disparaître aussi vite qu'il est venu sans que vous vous aperceviez qu'il a eu le temps de venir à bout de trois de vos compagnons avec ses griffes métalliques très aiguisées. Accessoirement, il est très doué pour encaisser les coups, du moins, si vous avez le temps de le frapper ;

- L'esper, extrêmement doué pour canaliser les énergies de l'esprit et dans le maniement de l'effroyable psilame, ne vous fiez jamais à ses individus en robe, ils pourraient vous transformer en glaçon avant de vous découper en petits morceaux sans bouger le petit doigt. Néanmoins, ils sont très doués pour procurer des soins, certainement pour aider ses compagnons blessés...par inadvertance.
- Le toubib, est un hybride soigneur/dégâts à courte distance, ayant a sa disposition ses deux résonateurs semblable à deux énorme pistolets, et d'une armure intermédiaire. Il peut invoquer des zones de soins ou de dégâts au sols nommées "relais", mais aussi des sondes s’attachant aux corps des alliés et des ennemis pour effectuer des soins et dégâts.
- L'ingénieur, est un tank lourd à distance utilisant des gadgets et des robots qui les suivent servant de tank DPS, contrôle des foules, et soins. Il est doté d'une armure lourde, de lanceurs (un énorme fusil), et de robot. Il peut invoquer sur lui-même une combinaison (l'Exocombinaison Mark 4) qui décuple les compétences de l'ingénieur tel que la vitesse de déplacement.

Chacune des classes est disponible chez les deux factions, mais pas chez toutes les races, des limitations sont présentes dès la création du personnage.
Chacune des classes dispose de deux orientations prédéfinies (entre tank, Damage Dealer et Healer) qu'il sera possible d'alterner à souhait.
On ne sait pas encore très bien s'il sera possible ou non de faire des classes hybrides mêlant les différentes orientations prédéfinies ou encore de la possibilité d'avoir des soigneurs spécialisés dans les soins "dans le temps" (Heal Over Time) ou des personnages spécialistes des dommages de zones (AoE) par exemple.

## L'environnement (PVE)

### Interactions
L'environnement de WildStar a été créé pour encourager les joueurs à interagir avec celui-ci. Aussi hostile qu'il peut l'être pour le joueur, il l'est tout autant pour les monstres que vous auriez à combattre, il est donc possible de l'utiliser à son avantage pour prendre le dessus en propulsant les monstres dans des champignons empoisonnés, des champs de mines, dans la zone d'effet d'un bombardement orbitale et bien d'autres.

### Monstres
Le bestiaire de WildStar est très important et chacun des monstres peut être un véritable danger, ceux-ci, qu'ils soient d'une même famille ou non, ne disposeront pas des mêmes capacités ou sortilèges. Il vous faudra donc être constamment attentif aux ennemis que vous combattez, heureusement, chaque monstre dispose de vulnérabilité(s) spécifique(s) que vous pourrez utiliser à votre avantage : Un ennemi en armure sera sans doute plus vulnérable si vous l'attaquez de dos que de front dans certaines conditions.

### Housing
WildStar propose un système permettant au joueur d’acheter dès le niveau 14 une parcelle de terrain pour y construire leur maison auprès de la compagnie protostar. La parcelle se retrouve alors en lévitation dans les airs. Question de place. Vous pourrez y accéder à n’importe quels moments et celle-ci sera instanciée.
Le niveau du joueur influe directement sur les possibilités de constructions, ainsi au départ, vous devriez vous contenter d’un feu de camp et d’une tente avant de pouvoir construire la maison de vos rêves, mais avant de pouvoir construire quoi que ce soit, il vous faudra déblayer le terrain.
Les parcelles achetées peuvent aussi accueillir de nombreux bâtiments secondaires : Des mines, des bancs de construction pour l’artisanat, des jardins, des téléporteurs en direction des donjons, des objets défensifs, des décorations etc.
L’intérieur et l’extérieur de votre maison est totalement personnalisable, vous pourrez la décorer comme bon vous semble en y affichant fièrement la tête des plus féroces ennemis vaincus et tout un tas d’objets, cela aura pour effet de vous donner un bonus d’expérience lorsque vous reposerez dans votre maison !

### Quêtes
Les quêtes seront au cœur de l'aventure, celles-ci pourront être récupérées auprès de personnages non-joueur ou dynamiquement lorsque vous vous aventurez sur les terres de Nexus. Les textes des quêtes proposés devraient faire à peu près 140 caractères.

### Lesjumping Puzzles
Les jumping puzzles sont des labyrinthes créés avec les décors du jeu nécessitant une très grande adresse et maitrise des sauts et une parfaite exécution des mouvements pour les plus compliqués afin de trouver la sortie, où se cache principalement des butins de grandes valeurs.
À la différence des jumping puzzles connus, WildStar instaure une nouvelle difficulté à ceux-ci : L'aléatoire, ainsi un puzzle ne sera jamais le même et il sera impossible de trouver les solutions sur internet, de quoi garder la difficulté à son maximum.

### Artisanat
- L'artisanat permet de créer des objets parmi les plus puissants du jeu ;
- Les métiers principaux sont : Fabricant d'armes, Armurier, Mineur, Confectionneur, Survivaliste, Chimiste, Chasseur de reliques, Architecte et Tailleur. Chaque joueur peut avoir au plus deux métiers.
- En plus des métiers principaux, chaque joueur peut exercer les trois métiers secondaires: Cuisine, Agriculture, Création de runes.
- Il est possible de recycler les objets récoltés ou créés pour en récupérer de précieux matériaux.

### Donjons et raids
Les donjons et raids sont très présents dans WildStar :
- Donjons à 5 joueurs.
- Un système de recherche de groupes inter-serveur (ou non) est disponible afin de constituer des groupes plus facilement.
- Les raids seront répartis en deux tranches : Pour 20 joueurs et pour 40 joueurs.
- Afin de ne pas limiter les donjons pour débutant aux débutants, il existe des versions spécialement pour les joueurs vétérans avec de meilleurs butins et une difficulté accrue ;
- Si un personnage haut niveau désire vous rejoindre pour vous aider dans un contenu instancié, son niveau sera virtuellement nivelé pour correspondre au niveau de la zone ;
- Il sera possible d'exclure un joueur d'un groupe en proposant son exclusion au vote.

## Joueur contre Joueur (JcJ)

### Warplot
Un warplot est une gigantesque forteresse dans lequel 40 joueurs de niveau maximum seront chargés d'en construire les fondations et les défenses en utilisant les ressources qu'ils auront récoltées aux quatre coins du monde - en utilisant le même système proposé par le Housing - pour aller combattre d'autres warplots dans un affrontement sans pitié jusqu'à ce qu'un des deux camps soit victorieux, amenant ainsi à la destruction du warplot des perdants et obligeant les vainqueurs à réparer les dégâts.
Les vainqueurs seront récompensés par quelques restes appartenant au warplot vaincu, progresseront dans un système de classement. Ils feront aussi évoluer leur warplot afin de débloquer de nouveaux objets à construire.
Après chaque combat, il faudra réparer son Warplot. Cependant, l'équipe de développement du jeu n'a pas encore choisi à quel point : ils essaient de trouver a quel point les dommages subis par votre Warplot vont être difficile et coûteux à réparer. Il s'agit de mettre une pression suffisante sur les épaules des joueurs afin de les motiver à gagner mais sans atteindre l'écœurement si ces derniers perdent.
Les warplots représentent le contenu le plus difficile en Joueur contre Joueur, c'est la-bas que le meilleur équipement Joueur contre Joueur se trouve.

### Champs de bataille
Les champs de bataille sont des zones instanciées où les deux factions s'affronteront dans des combats à 10 contre 10 ou 15 contre 15 pour réaliser des objectifs précis.
Très peu d'informations ont été données quant aux champs de bataille, mais nous savons que le premier se jouera à 10 contre 10 et est de type "capture de drapeau", le second champ de bataille est de type "capture défense".
Les champs de bataille pourront être jouer de manière compétitive grâce à un classement elo.

### Arènes
Dans WildStar, les joueurs pourront s'affronter dans des arènes.
Le principe de l'arène est simple : deux équipes constituées de deux, trois ou cinq joueurs s'affrontent dans un match à mort.
Contrairement aux arènes présentes dans d'autres MMORPG, ici, chaque équipe commence la partie avec un certain nombre de vies commune à l'équipe, que chaque joueur de l'équipe peut utiliser. Une fois qu'une équipe a épuisé son nombre de vies, les joueurs ne peuvent plus revenir à la vie. Une fois tous les joueurs d'une équipe morts, elle est déclarée perdante.
Les arènes pourront être jouer de manière compétitive grâce à un classement elo.

## Interface utilisateur
WildStar permet la modification complète et totale de l'interface utilisateur par l'ajout d'addons additionnels créés par et pour la communauté.
Ces addons seront créés en utilisant le langage de programmation Lua et le langage de balisage XML, mais conscient que la maitrise et l'apprentissage de ces langages peut être un frein à la naissance d'une grande communauté de développeurs, Carbine Studios a incorporé à WildStar un outil appelé « Houston » pour faciliter la création des addons en proposant une interface de type WYSIWYG et espère ainsi encourager les joueurs à créer leurs addons.
Houston n'est pas un outil à part uniquement accessible aux joueurs, cet outil est aussi utilisé par les développeurs de WildStar pour créer toute l'interface de base, c'est-à-dire que nous aurons accès aux mêmes fonctionnalités et possibilités qu'eux sans aucune restriction.

## Accueil

### Critique
Canard PC qualifie le jeu de « MMORPG massif et bien entretenu ».

### Récompenses
- En 2013, WildStar est nommé par tentonhammer.com comme étant le jeu ayant le meilleur gameplay de l'année lors de l’ « E3 »[7].

- En 2013, WildStar est nommé par mmorpg.com comme étant le jeu le plus attendu de l'année lors de l’ « E3 »[8].

- En 2013, WildStar est nommé par mmorpg.com pendant la "Pax east" comme le jeu le plus innovant de l'année[9].

- En 2012, WildStar est nommé par massively.com comme étant le MMO le plus attendu pour l'année 2013[10].

- En 2012, WildStar est nommé par Jeuxvideo.com lors de la Gamescom comme étant le meilleur MMO de l'année[11].

- En 2011, WildStar est nommé par massively.com comme étant le MMO le plus attendu après 2012[12].

- En 2011, WildStar est nommé par mmorpg.com pendant la "Pax prime" comme le jeu le plus innovant de l'année[13].